# Fosse no 3 - 3 bis des mines de Lens
Pour les articles homonymes, voir Saint Amé.
La fosse no 3 - 3 bis dite Saint-Amé ou Amé Tilloy de la Compagnie des mines de Lens est un ancien charbonnage du Bassin minier du Nord-Pas-de-Calais, situé à Liévin. Les travaux commencent en 1858, et la fosse no 3 commence à extraire en 1860. Un terril cavalier no 233, Cavalier du 3 de Lens, la relie aux autres fosses. Des cités sont bâties près de la fosse, ainsi qu'une église et des écoles. Le puits no 3 bis est ajouté en 1881. La fosse est détruite durant la Première Guerre mondiale. Elle est reconstruite suivant le style architectural des mines de Lens d'après-guerre. Le puits no 3 est doté d'un chevalement en béton armé, alors que le puits no 3 bis est équipé d'un chevalement métallique. Les cités, les écoles et l'église sont également reconstruites.
La Compagnie des mines de Lens est nationalisée en 1946, et intègre le Groupe de Lens. Les puits nos 3 et 3 bis sont ravalés, respectivement à 432 et 535 mètres. En 1952, le Groupe de Lens fusionne avec le Groupe de Liévin pour former le Groupe de Lens-Liévin. La fosse no 3 - 3 bis concentre la fosse no 16 en 1956 mais cette première est reliée par bowette en 1960 à la fosse no 11 - 19, causant l'arrêt de l'extraction. La fosse no 3 - 3 bis continue d'assurer le service et l'aérage. Le puits no 3 est remblayé en 1972. Quarante-deux mineurs périssent dans une explosion le vendredi 27 décembre 1974. La fosse ferme en 1978, et le puits no 3 bis est comblé. Le chevalement en béton armé du puits no 3 est détruit cinq ans plus tard, alors que le chevalement métallique du puits no 3 bis est conservé.
Il est inscrit aux monuments historiques le 6 mai 1992. Le carreau de fosse est reconverti en zone industrielle. Au début du XXIe siècle, Charbonnages de France matérialise les têtes des puits nos 3 et 3 bis. Un sondage de décompression S55 est entrepris en 2004 à 600 mètres de la fosse. Une route passe sur le terril no 233. Les cités, les écoles et l'église ont été rénovées. Le chevalement a été classé le 30 juin 2012 au patrimoine mondial de l'Unesco.

## La fosse

### Fonçage
La fosse no 3 est entreprise en 1858 par la Compagnie des mines de Lens à Liévin, à 170 mètres à l'est du chocher de l'église de Saint-Amé, et à 410 mètres de la route de Liévin à Lens.
L'orifice du puits est situé à l'altitude de 59,10 mètres,. Le niveau a été passé sans grandes difficultés à l'aide de deux pompes de 41 centimètres de diamètre, marchant à cinq coups par minute. La venue d'eau maximale a été de 1 000 ou 2 000 hectolitres à l'heure. La puissance de la machine d'épuisement est de 200 chevaux. Le diamètre utile du puits est de 4,08 mètres. Le terrain houiller est atteint à la profondeur de 141 mètres.
La fosse est baptisée Saint-Amé en l'honneur d'Amé Tilloy.

### Exploitation
La fosse commence à extraire en 1860,,. Le puits est profond de 298 mètres. La houille tient de 30 à 40 % de matières volatiles.
Le puits no 3 bis est entrepris en 1881 à quarante mètres au nord du puits no 3. Il a recoupé les mêmes terrains que le premier puits, et a été arrêté à la même profondeur. Le niveau, qui a donné au maximum 2 500 hectolitres à l'heure, a été passé à l'aide de deux pompes de 55 centimètres de diamètre battant cinq coups au plus par minute. Le diamètre du puits est de 4,60 mètres. Il a été creusé dans le but d'assurer l'aérage du puits no 3.
Dans les années 1890, les accrochages de la fosse sont établis à 179, 288 et 348 mètres de profondeur. Le puits no 3 est profond de 356,52 mètres.
La fosse est détruite durant la Première Guerre mondiale. Elle est reconstruite suivant le style architectural des mines de Lens d'après-guerre. Le puits no 3 est doté d'un chevalement en béton armé, alors que le puits no 3 bis est équipé d'un chevalement métallique.
La Compagnie des mines de Lens est nationalisée en 1946, et intègre le Groupe de Lens. Des essais sont menés en 1949 avec un rabot. Les puits nos 3 et 3 bis sont ravalés, respectivement à 432 et 535 mètres. En 1952, le Groupe de Lens fusionne avec le Groupe de Liévin pour former le Groupe de Lens-Liévin. La fosse no 16, sise à Loos-en-Gohelle à 1 557 mètres au nord-nord-ouest, est concentrée en 1956 sur la fosse no 3 - 3 bis, mais cette dernière est raccordée en 1960 par bowette à la fosse no 11 - 19, sise à 2 018 mètres au nord-nord-est à Loos-en-Gohelle. Elle cesse alors d'extraire, mais continue d'assurer le service et l'aérage au profit de la concentration.
Le puits no 3, profond de 548 mètres, est remblayé en 1972. Une explosion se produit le vendredi 27 décembre 1974 dans un chantier d'extraction, et tue 42 mineurs et en blesse cinq autres. Avec cette catastrophe, la fosse est menacée de fermeture. C'est en 1978 que la fosse no 3 bis cesse toute fonction. Le puits, profond de 788 mètres, est comblé cette année-là. Le chevalement en béton armé du puits no 3 est détruit en 1983, mais le chevalement métallique du puits no 3 bis a été conservé.

### Reconversion
Le carreau de fosse est reconverti en zone industrielle. Le chevalement métallique du puits no 3 bis fait l’objet d’une inscription au titre des monuments historiques depuis le 6 mai 1992.
Au début du XXIe siècle, Charbonnages de France matérialise les têtes des puits nos 3 - 3 bis. Le BRGM y effectue des inspections chaque année. Un sondage de décompression S55 est entrepris du 13 au 21 avril 2004 à 600 mètres à l'est-nord-est de la fosse no 3 - 3 bis. D'un diamètre de quatorze centimètres, il est profond de 212 mètres,. Le seul vestige de la fosse est l'un de ses deux chevalements. Le chevalement du puits no 3 bis fait partie des 353 éléments répartis sur 109 sites qui ont été classés le 30 juin 2012 au patrimoine mondial de l'Unesco. Il constitue le site no 70.

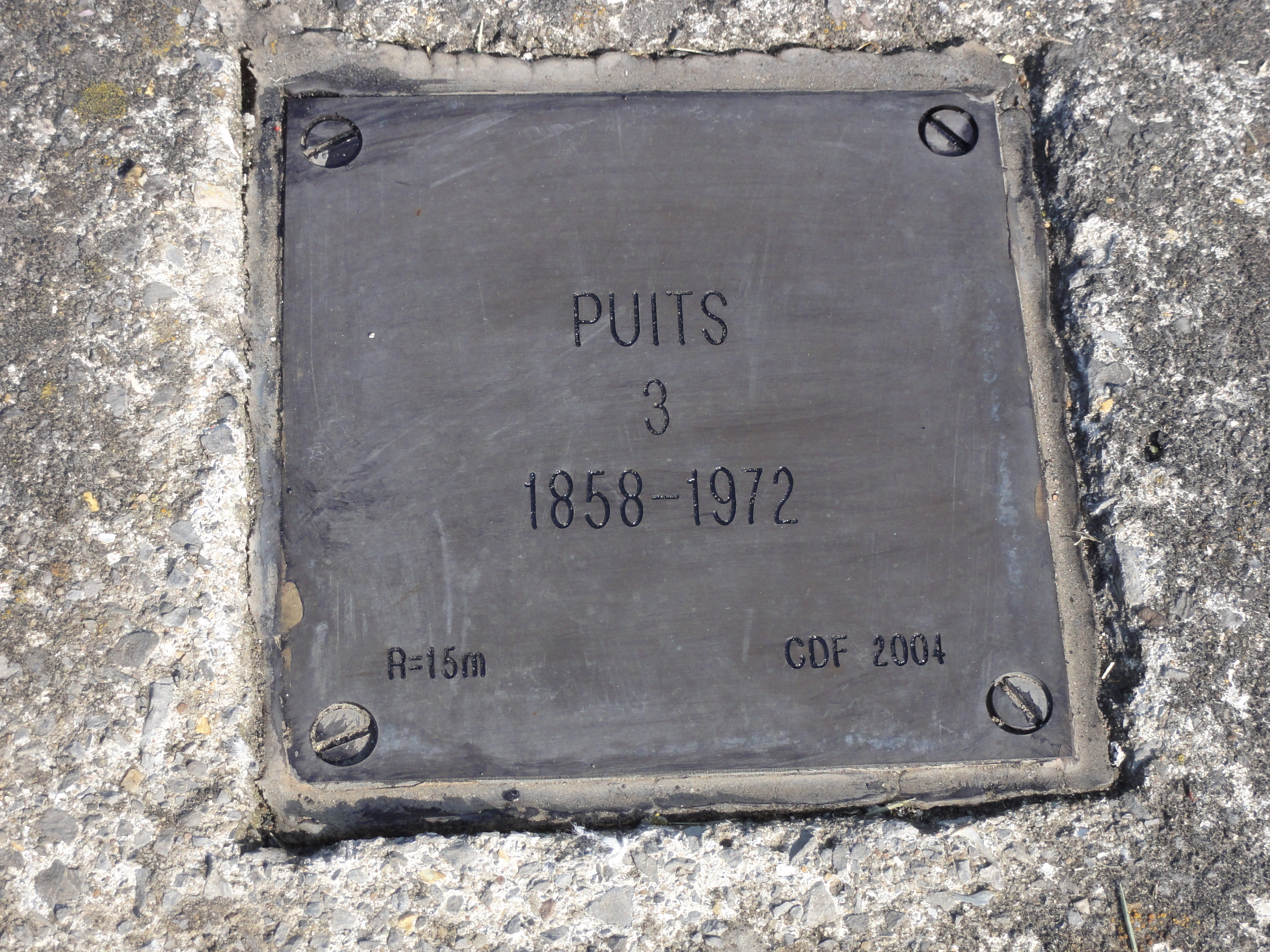
Puits no 3, 1858-1972.
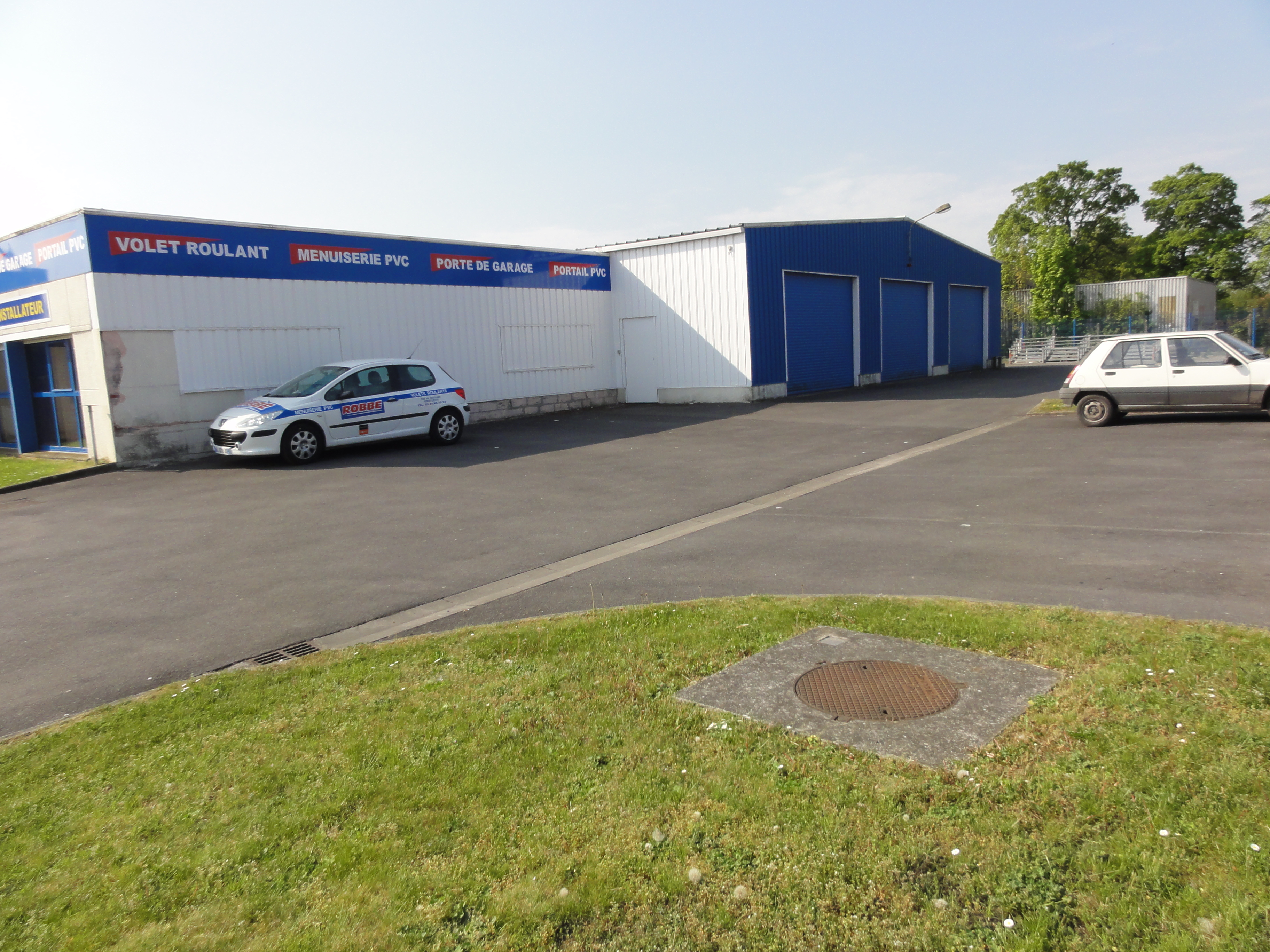
Le puits no 3 dans son environnement.
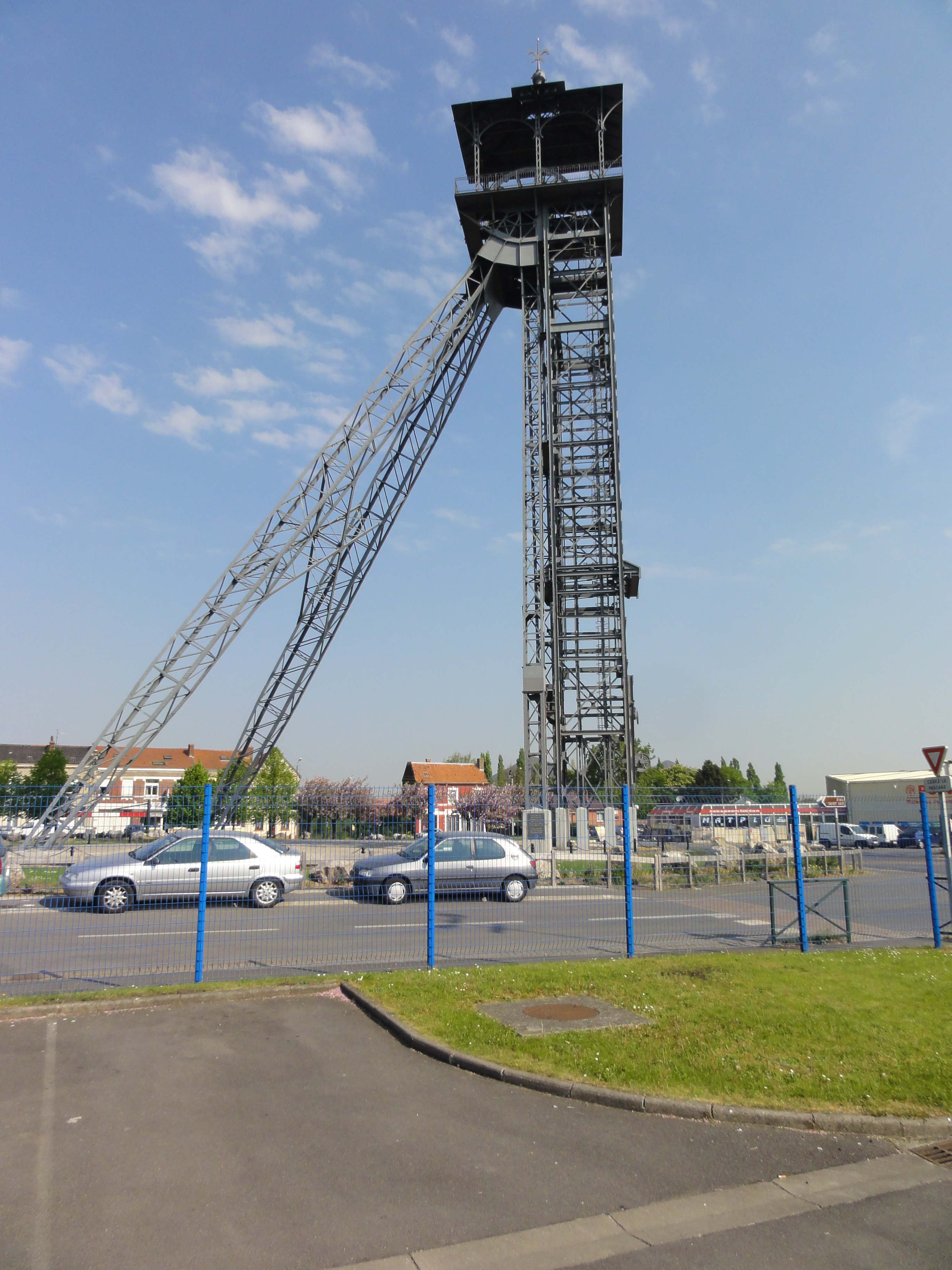
Le puits no 3 dans son environnement.
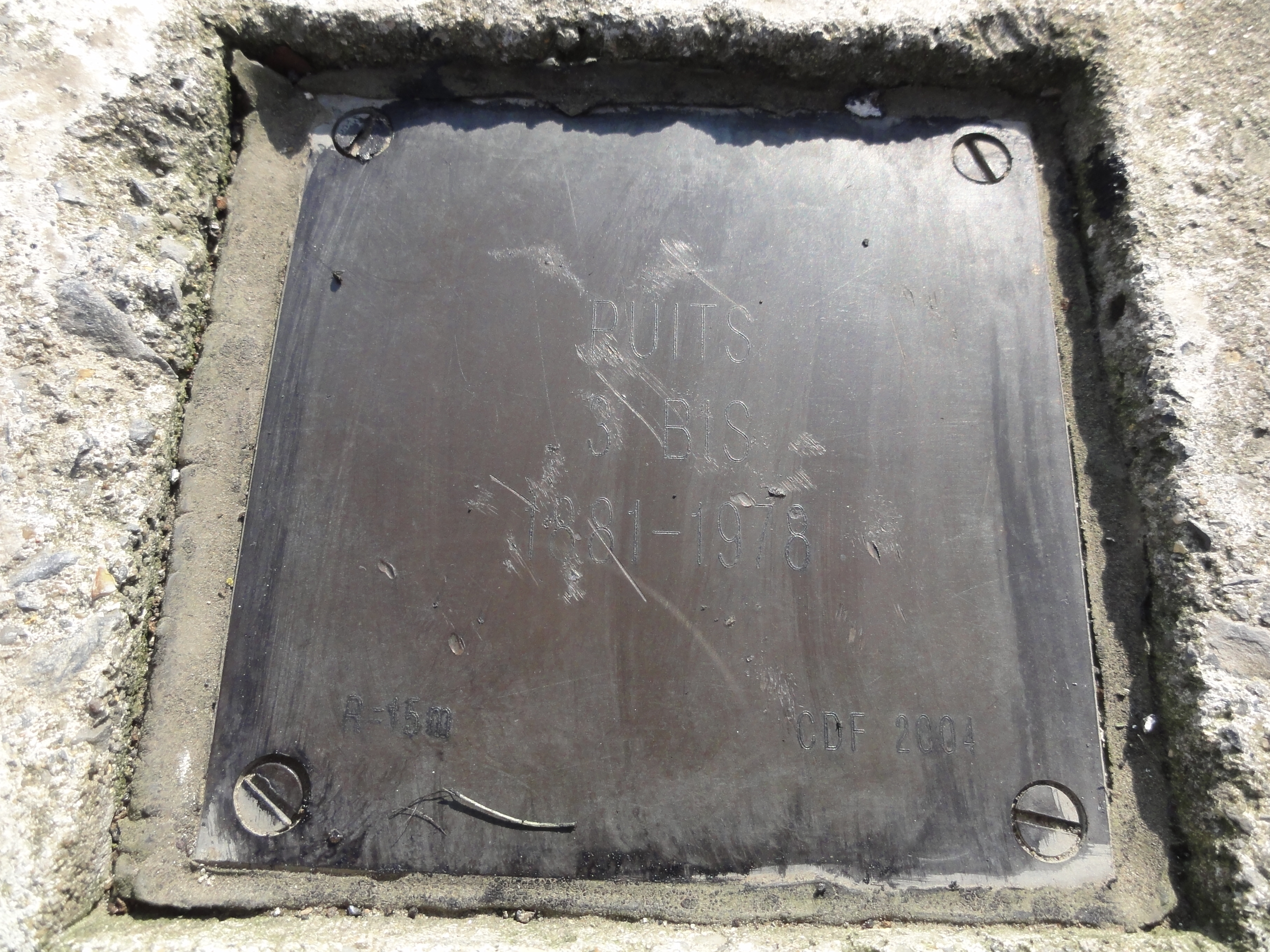
Puits no 3, 1881-1978.
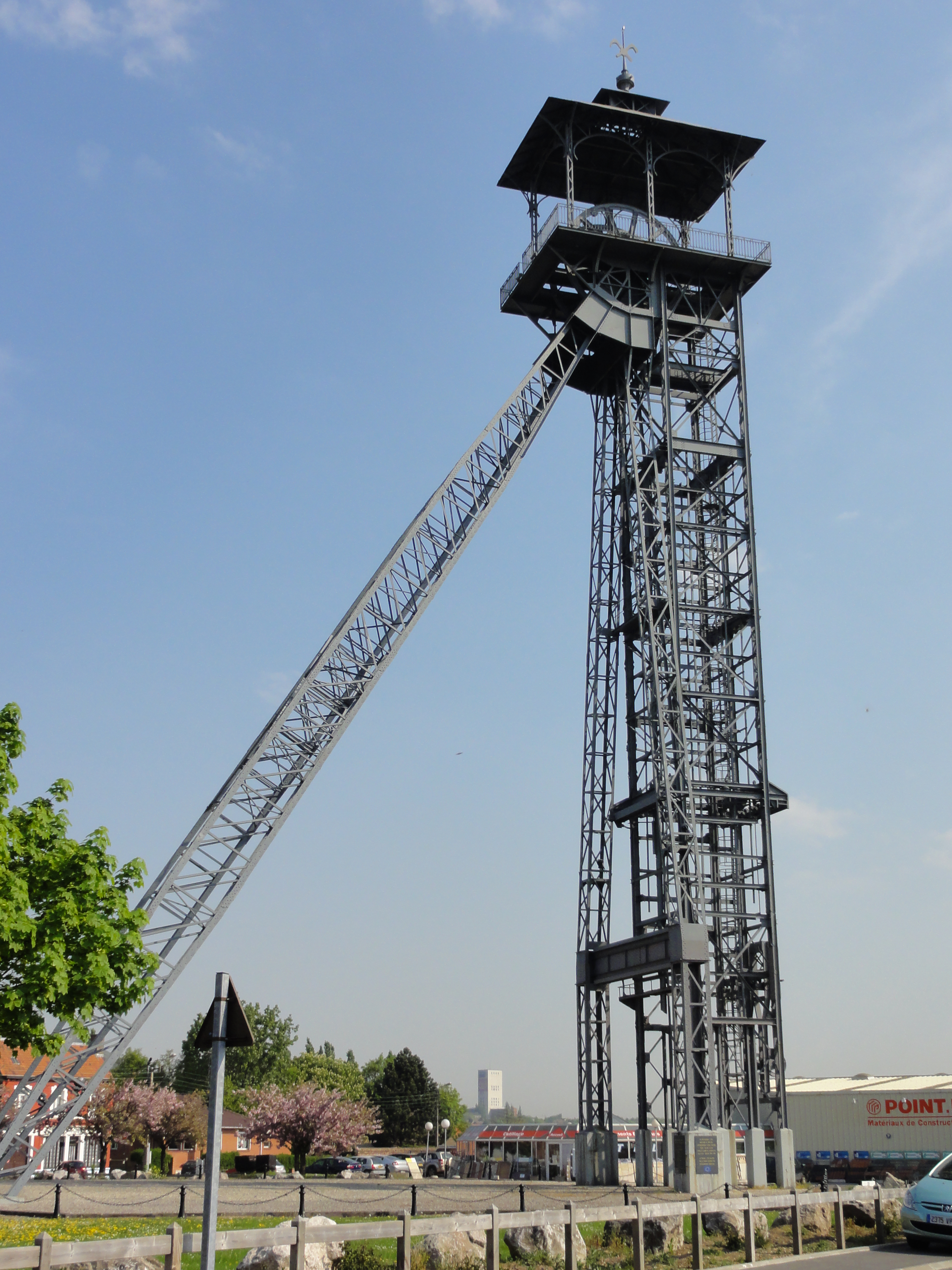
Le puits no 3 bis dans son environnement[note 5].
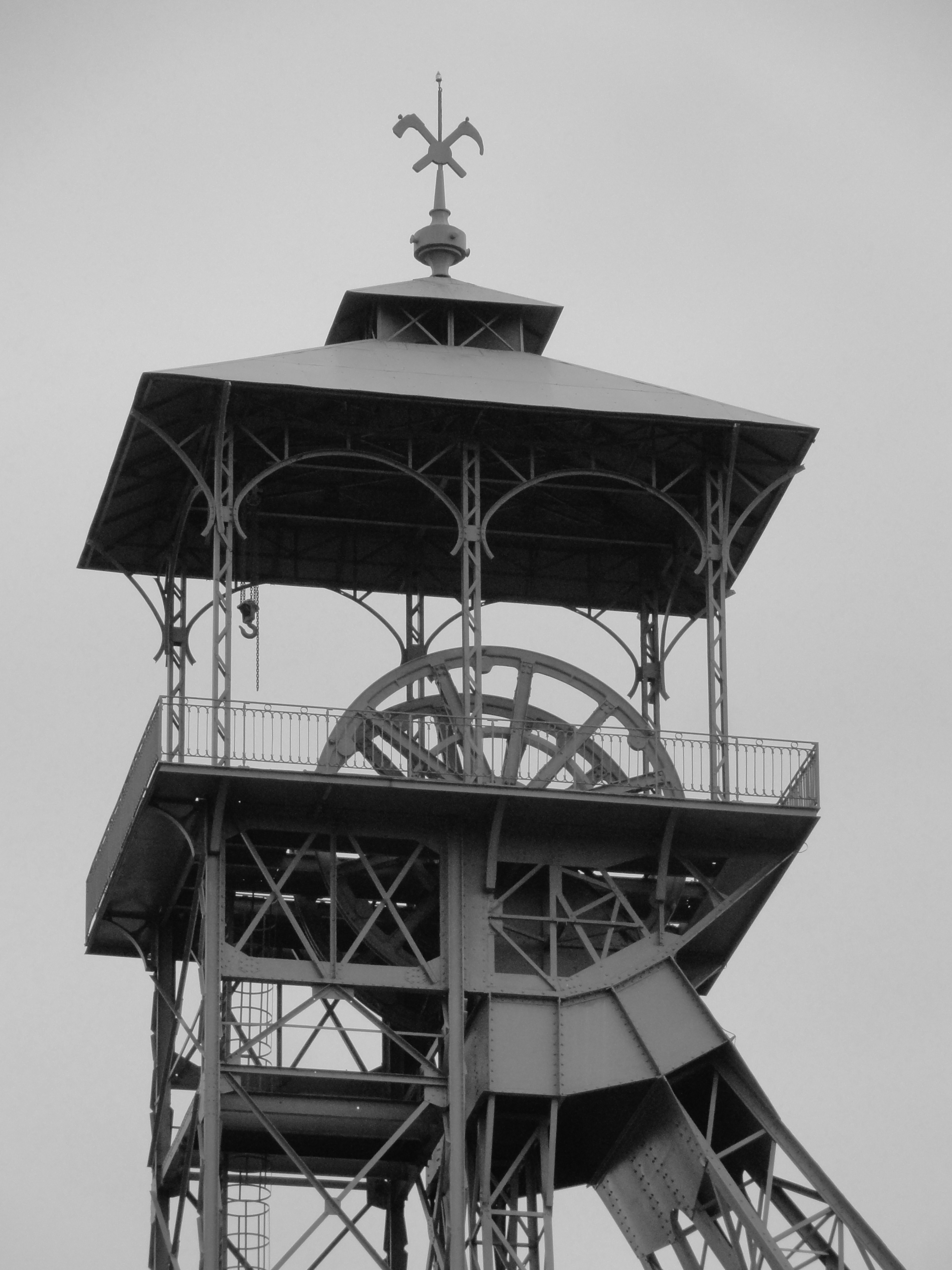
Les molettes du chevalement.

## Le terril

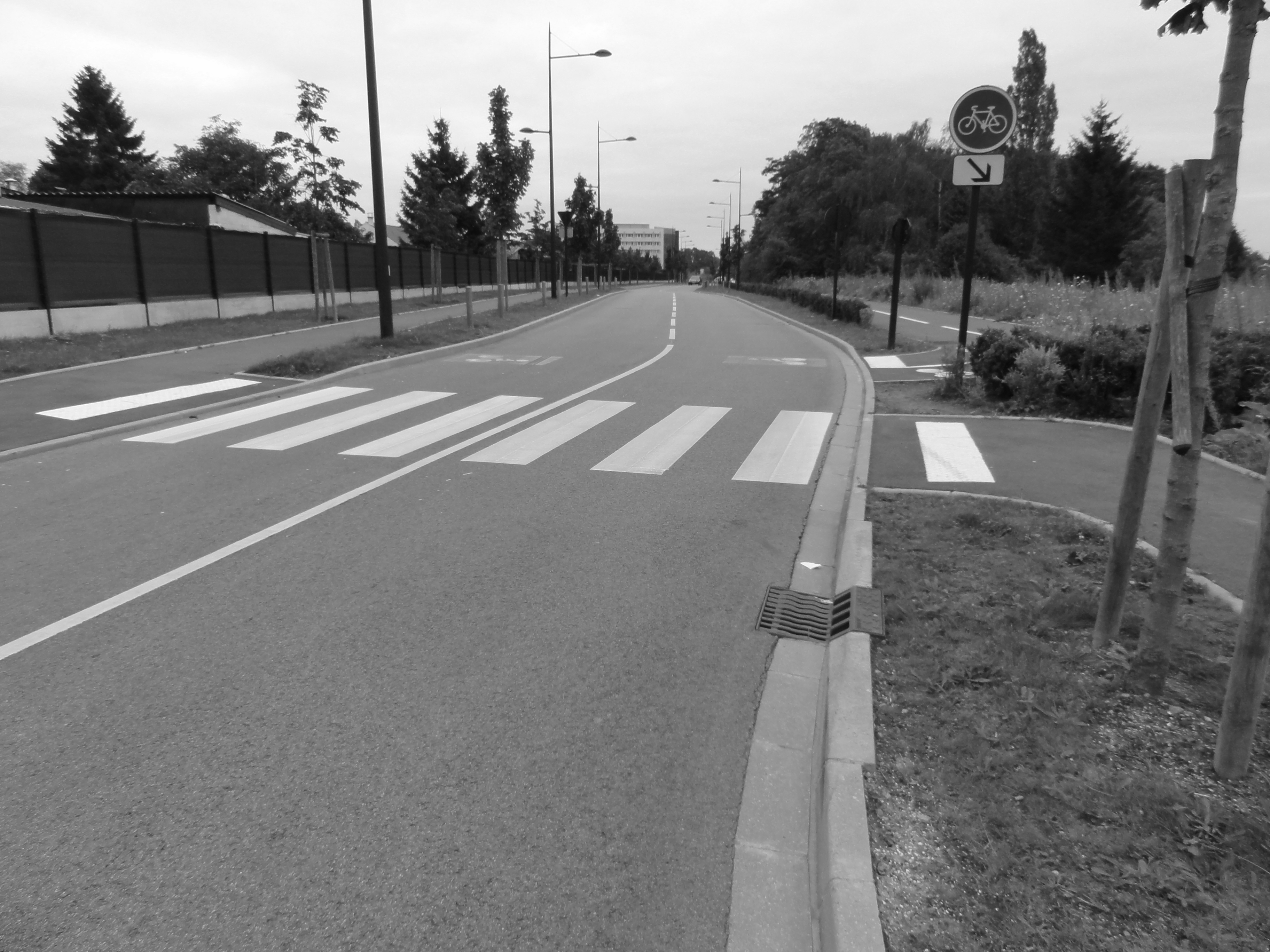
La route a repris le tracé du terril cavalier.

50° 25′ 42″ N, 2° 47′ 12″ E
Le terril no 233, Cavalier du 3 de Lens, disparu, situé à Liévin, était un terril cavalier reliant la fosse no 3 - 3 bis des mines de Liévin à la fosse no 9 bis puis à la fosse no 9. Une route a pris place sur une partie du tracé du cavalier,.

## Les cités
De vastes cités ont été bâties à proximité de la fosse. Elles sont relativement proches de celles construites par la Compagnie des mines de Liévin pour sa fosse no 1 - 1 bis - 1 ter.

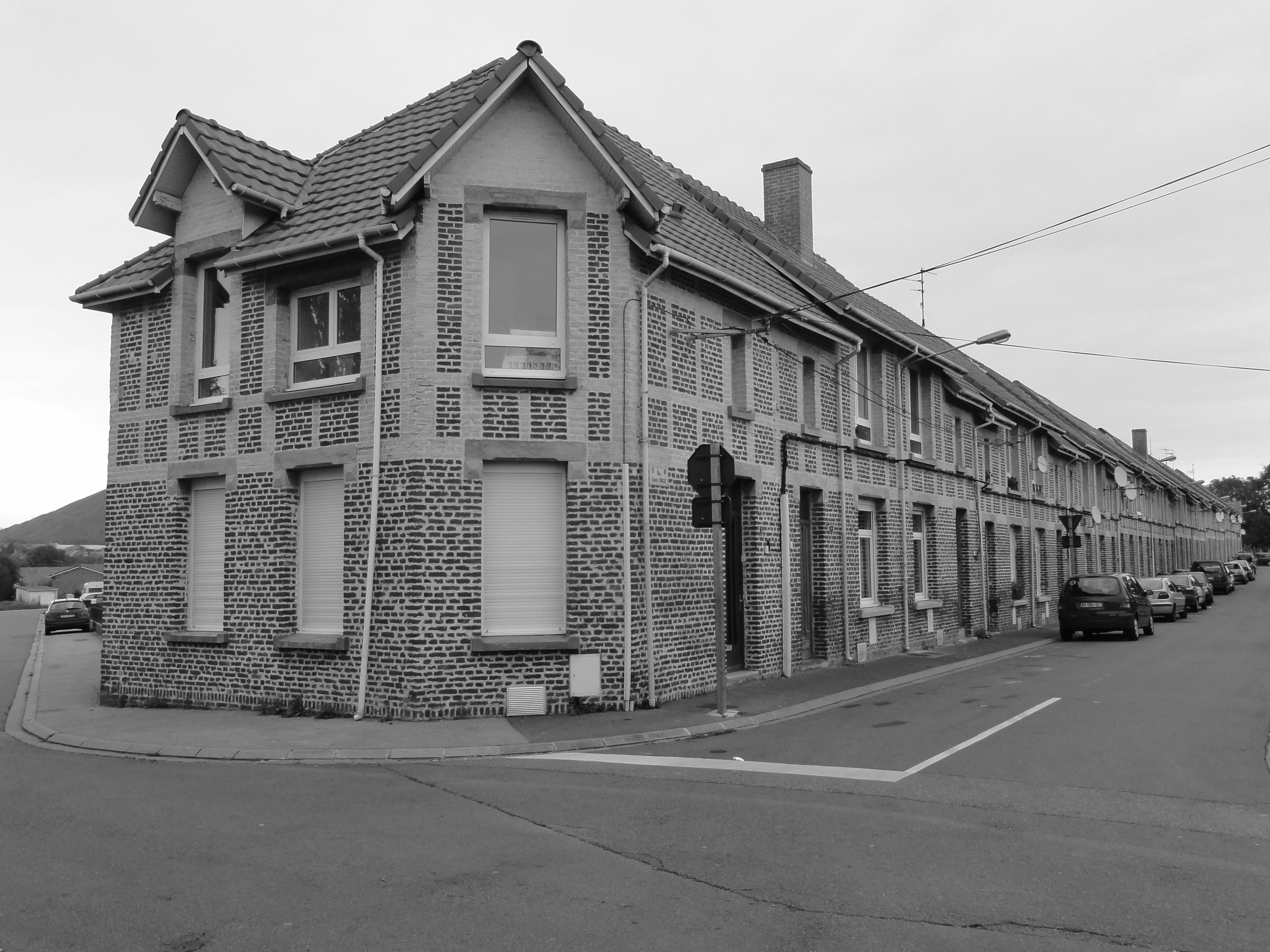
Un coron.
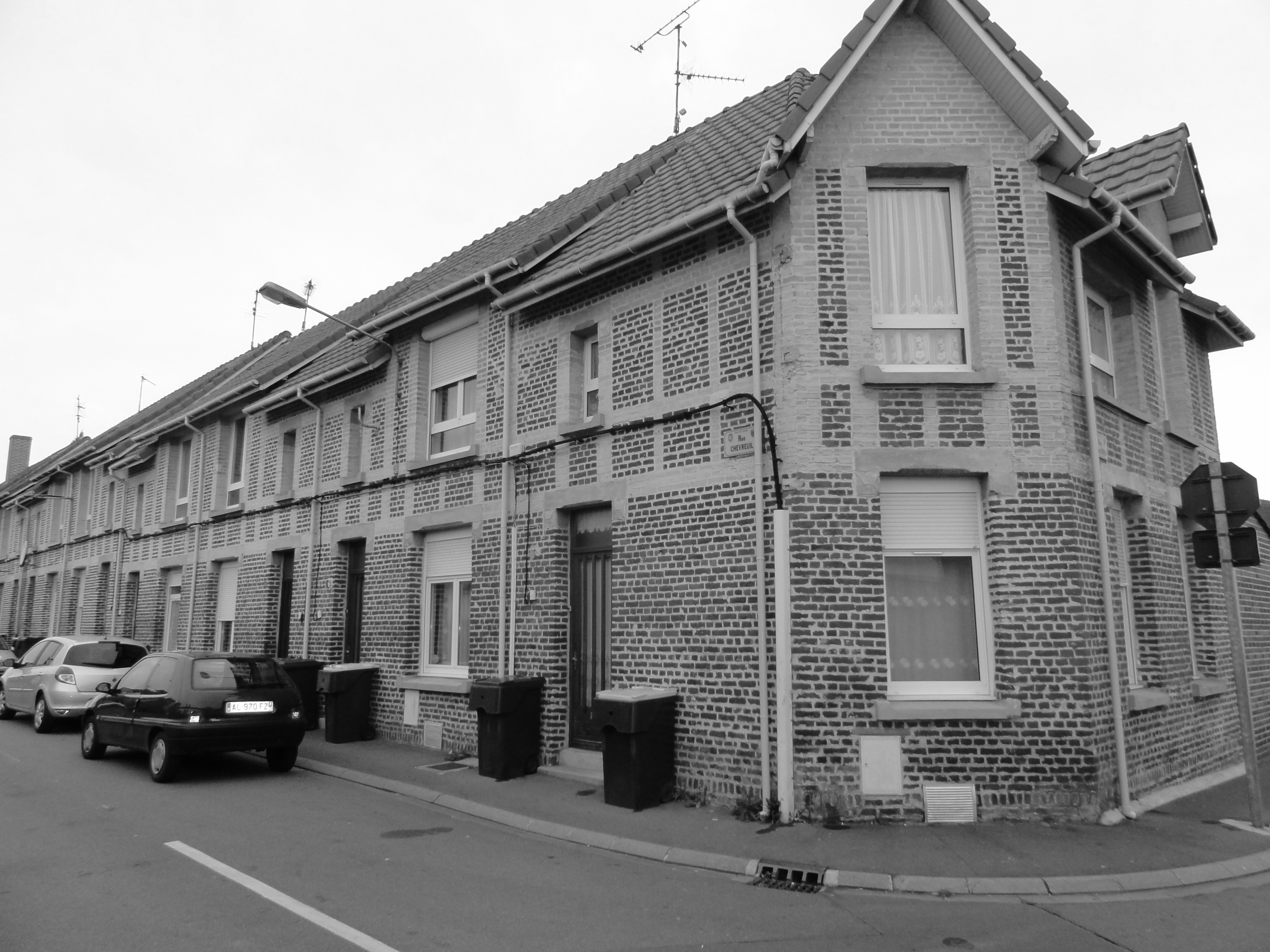
Un coron.
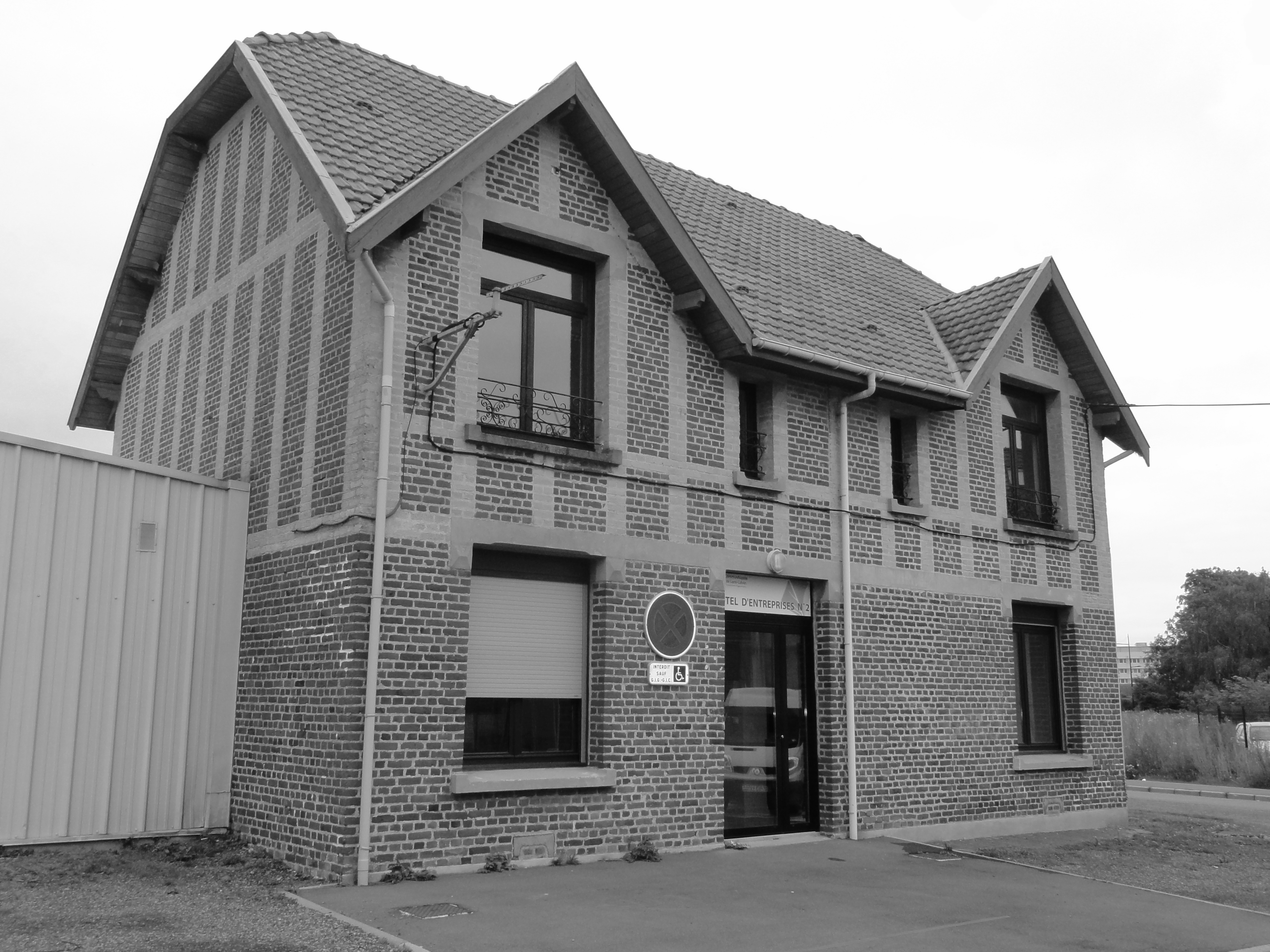
Des habitations groupées par deux reconverties en hôtel d'entreprises.
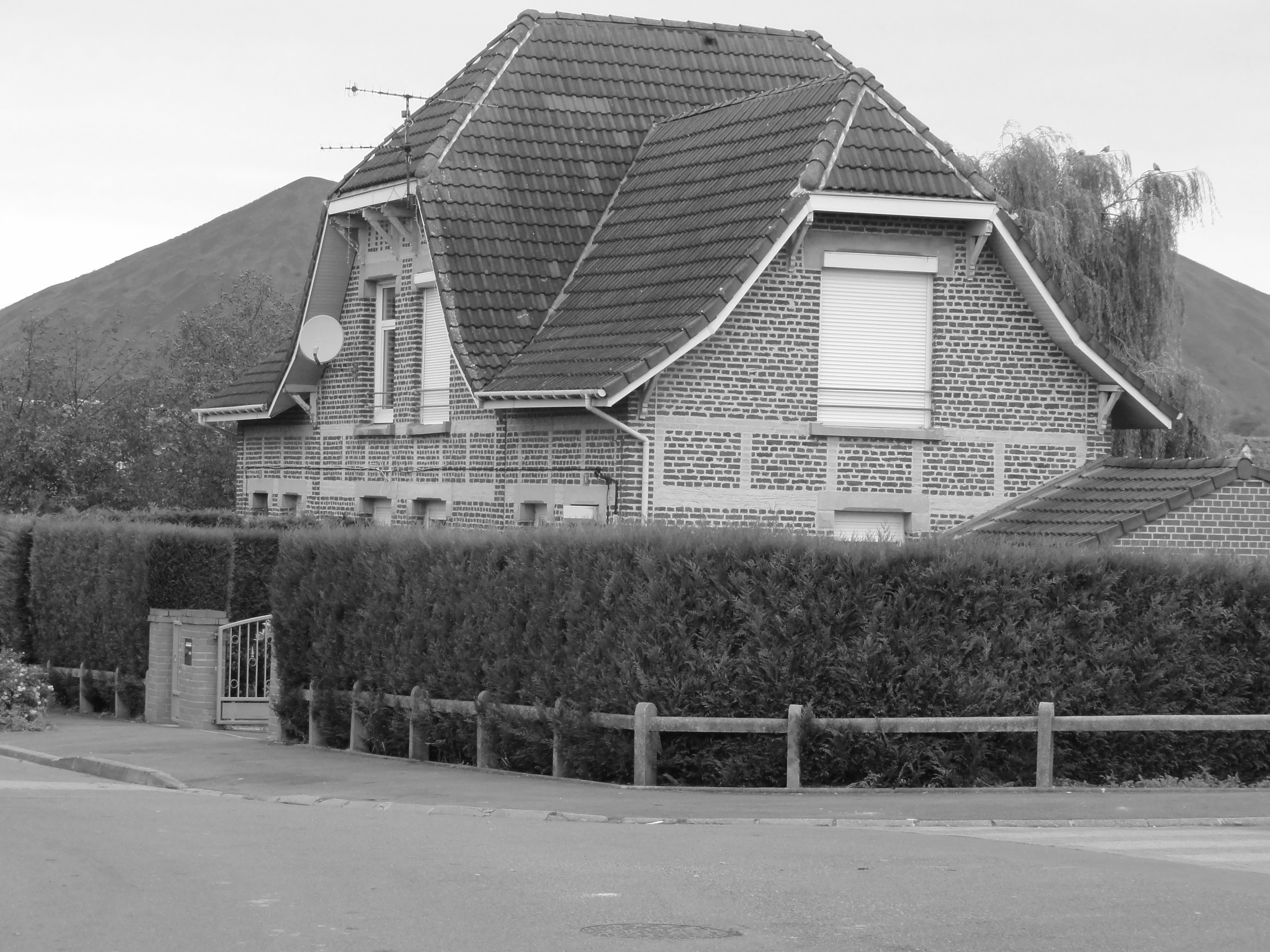
Des habitations groupées par deux.
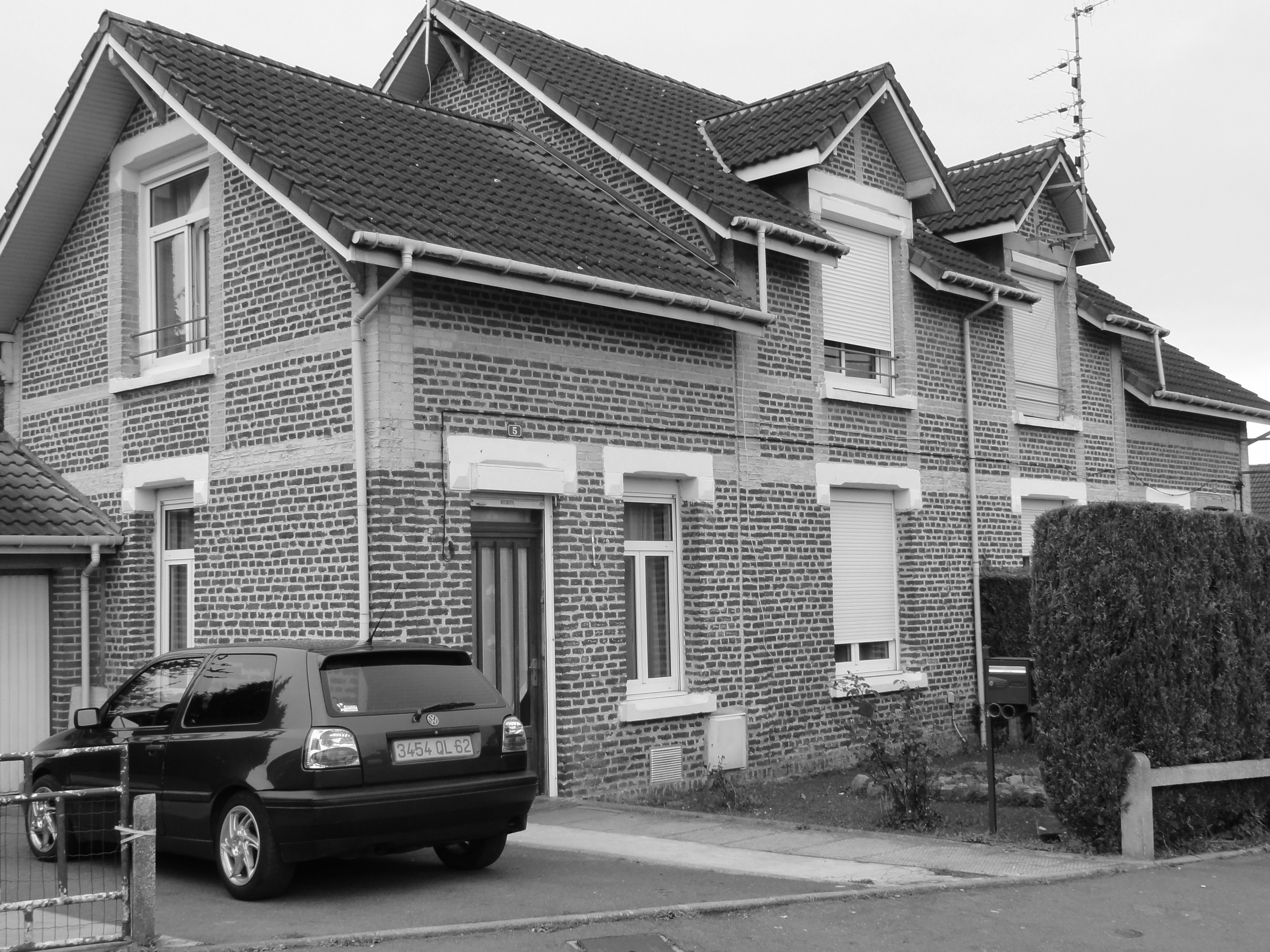
Des habitations groupées par deux.
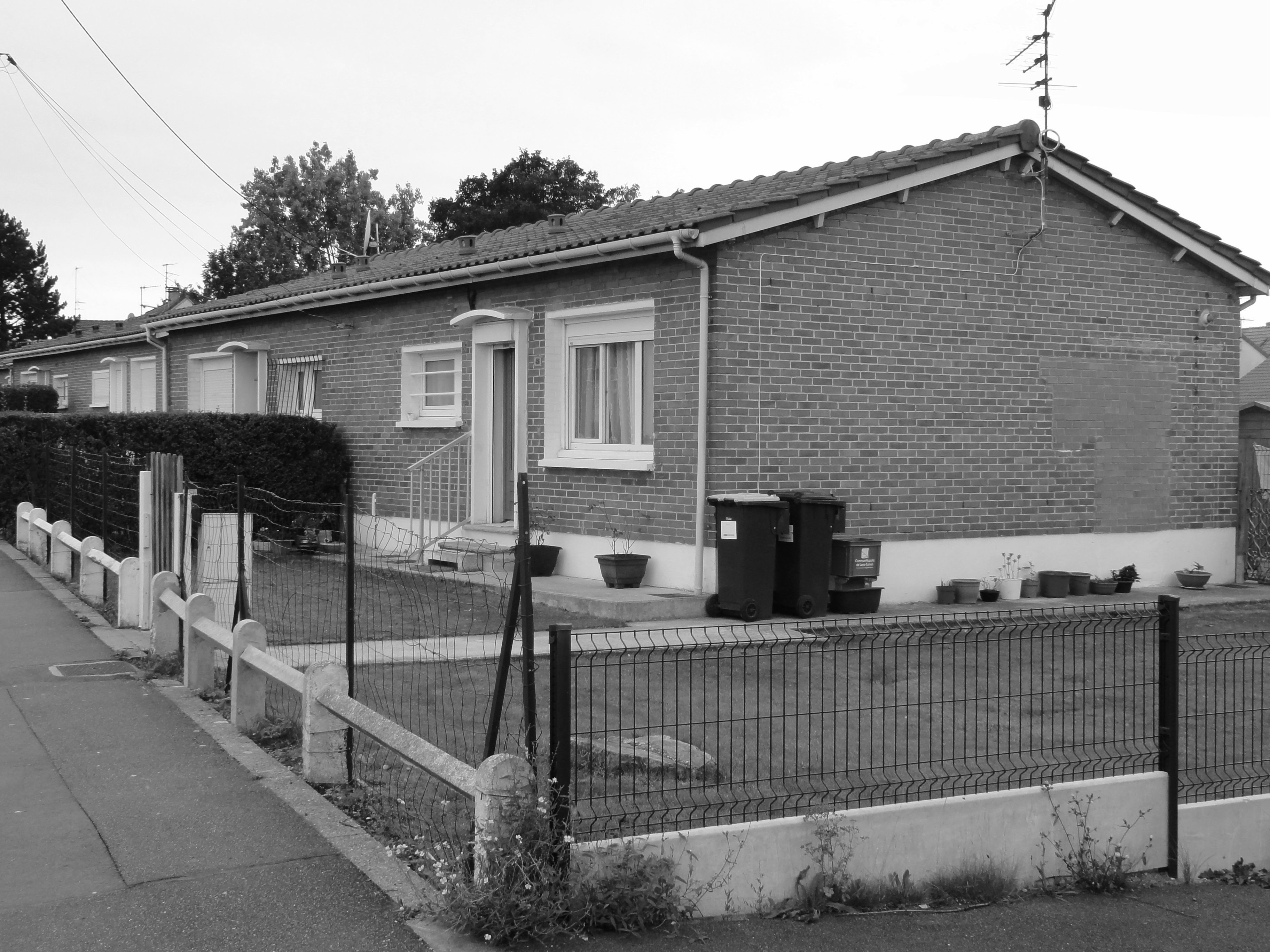
Des habitations post-Nationalisation groupées par deux.

### L'église Saint-Amé

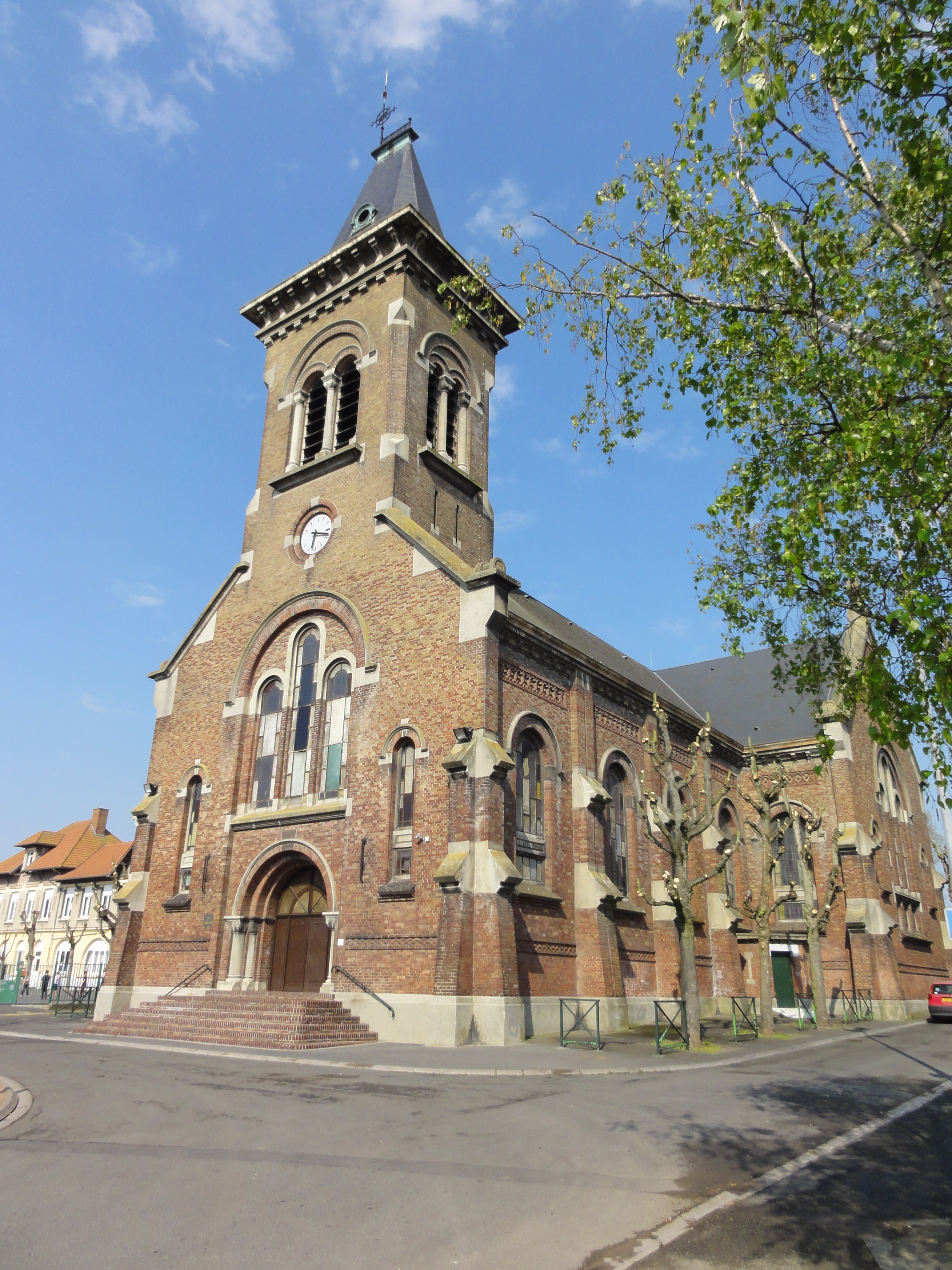
L'église.

50° 25′ 32″ N, 2° 46′ 39″ E
Une première église Saint-Amé est bâtie en 1875 à l'ouest de la fosse. Détruite par les obus en 1915, elle est remplacée par l'église actuelle en 1935. Elle est consacrée à Saint Amé, patron d'Amé Tilloy.

### Les écoles

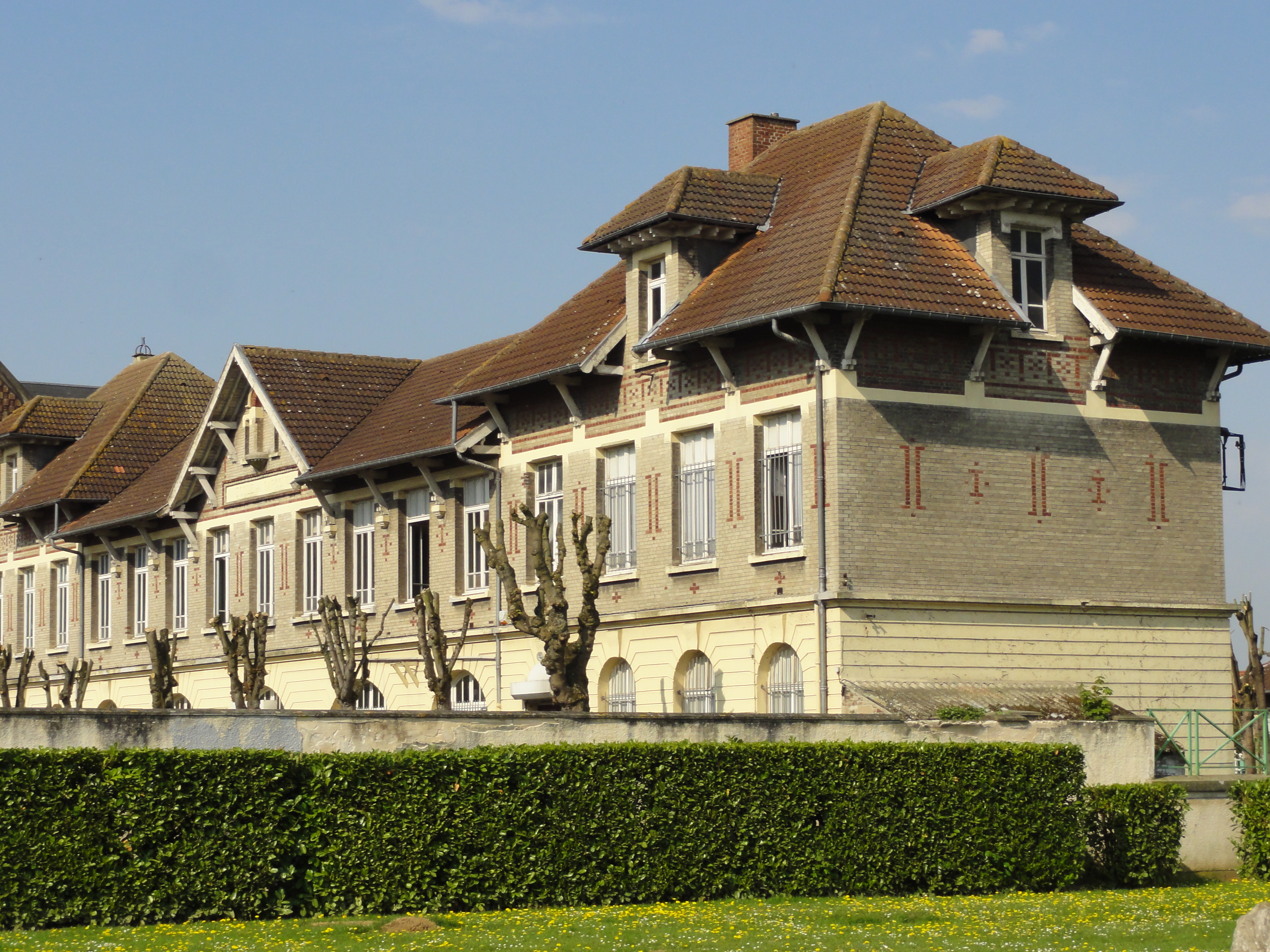
Les écoles.

50° 25′ 32″ N, 2° 46′ 37″ E
Les écoles ont été construites de part et d'autre de l'église.